# Steve Woolgar

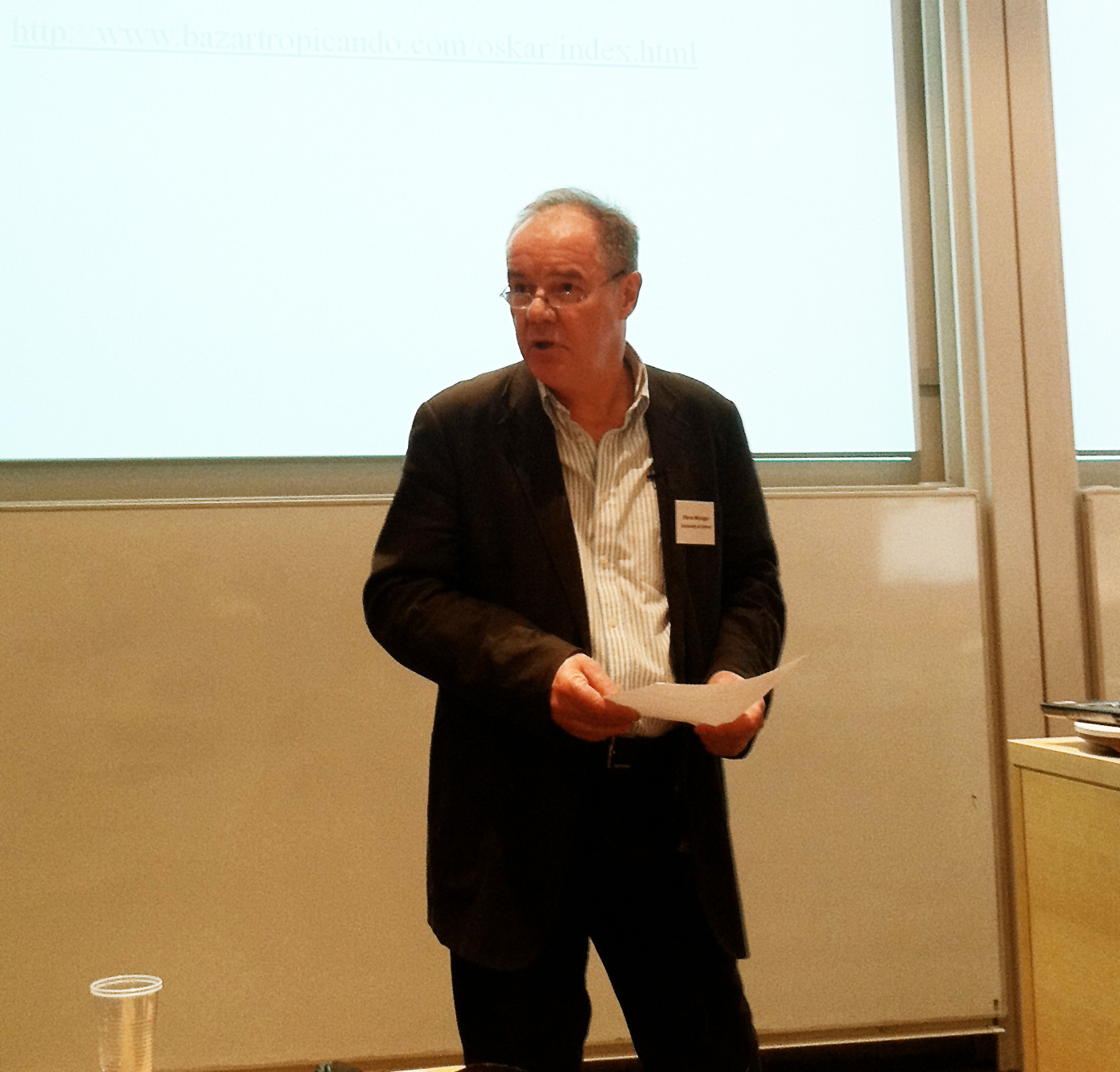
Steve Woolgar

Stephen William Woolgar (* 14. Februar 1950) ist ein britischer Soziologe und emeritierter Professor für Marketing. Seine zusammen mit Bruno Latour erarbeitete Fallstudie Laboratory Life: The Construction of Scientific Facts (1979) wurde in der Wissenschaftssoziologie stark rezipiert.

## Akademischer Werdegang
Woolgar erhielt seine akademische Ausbildung an der University of Cambridge und war Professor für Soziologie an der Brunel University sowie an der University of Oxford, bevor er ebendort Professor für Marketing wurde.

## Auszeichnungen
- 2008: Bernal-Preis der Society for Social Studies of Science
- 2010: Mitglied der Academy of Social Sciences[1]

## Schriften (Auswahl)
- mit Bruno Latour: Laboratory Life. The Construction of Scientific Facts, Sage 1979. ISBN 0-691-02832-X.
- Knowledge and Reflexivity: New Frontiers in the Sociology of Knowledge, Sage, 1988.
- Science: the Very Idea, Routledge, 1988.
- mit Steve Fuller und M. de Mey (Hrsg.): The Cognitive Turn: sociological and psychological perspectives on science, Kluwer, 1989.
- Virtual Society? technology, cyberbole, reality, Oxford University Press, 2002.